# Hertog van Cumberland
Hertog van Cumberland (Engels: Duke of Cumberland) was een Engelse en Britse adellijke titel die wordt toegekend aan jongere leden van de koninklijke familie. 
De titel hertog van Cumberland werd voor de eerste keer gecreëerd in 1644 door Karel I voor zijn neef, prins Ruprecht. Na diens overlijden in 1682 verviel de titel. In 1689 werd de titel opnieuw gecreëerd door Willem III voor zijn zwager prins George. Daar ook hij kinderloos overleed verviel de titel andermaal in 1708.
George II creëerde de titel voor de derde maal in 1726 voor zijn zoon prins Willem. Ook hij overleed kinderloos in 1765.
In 1766 creëerde George III de titel Hertog van Cumberland en Strathearn voor zijn broer prins Hendrik. Wederom verviel de titel door het kinderloos overlijden van de drager, nu in 1790.
De laatste creatie vond plaats in 1799, wederom door George III, nu voor zijn zoon Ernst August, maar nu als hertog van Cumberland en Teviotdale.
In 1919 werd deze titel aan de familie ontnomen omdat zij in de Eerste Wereldoorlog aan de Duitse zijde stonden.

## Hertog van Cumberland, eerste creatie (1644)
- Ruprecht, hertog van Cumberland (1644-1682)

## Hertog van Cumberland, tweede creatie (1689)
- George, hertog van Cumberland (1689-1708)

## Hertog van Cumberland, derde creatie (1726)
- Willem van Cumberland (1726-1765)

## Hertog van Cumberland en Strathearn (1766)
- Hendrik Frederik van Cumberland en Strathearn (1766-1790)

## Hertog van Cumberland en Teviotdale (1799)
- Ernst August, 1e hertog van Cumberland en Teviotdale (1799-1851)
- George, 2e hertog van Cumberland en Teviotdale (1851-1878)
- Ernst August, 3e hertog van Cumberland en Teviotdale (1878-1919)